# サム・クエリー
サミュエル・オースティン・クエリー（Samuel Austin Querrey, 1987年10月7日 - ）は、アメリカ・カリフォルニア州サンフランシスコ出身の男子プロテニス選手。これまでにATPツアーでシングルス10勝、ダブルス5勝を挙げている。ATPランキング自己最高位はシングルス11位、ダブルス23位。身長198cm、体重95kgの長身選手である。右利き、バックハンド・ストロークは両手打ち。マスターズ1000ダブルスで優勝1回、準優勝2回。

## 選手経歴

### ジュニア時代
母親の勧めにより、4歳からテニスを始めた。クエリーの父親は優れた元野球選手で、かつてデトロイト・タイガースからドラフト指名を受けたほどの技量を持ち、現在は不動産銀行員の仕事をしている。父親から恵まれた運動能力を受け継いだクエリーは、南カリフォルニア大学から奨学金の申し出を受けたが、それを辞退した。

### 2006年 プロ転向
2006年からプロテニス選手となった。2006年全米オープンで4大大会に初出場し、ガストン・ガウディオとの2回戦に進出する。年間最終ランキングは130位。

### 2007年 トップ100入り
2007年全豪オープンではトミー・ロブレドとの3回戦に進み、全米オープンの男子ダブルスでロバート・ケンドリックと組んでベスト8に進出した。年間最終ランキングは63位。

### 2008年 ツアー初優勝 トップ50入り
3月、クエリーはテニス・チャンネル・オープンの決勝でケビン・アンダーソンを4-6, 6-3, 6-4で破り、ATPツアーで初優勝を遂げた。8月の北京五輪で初のアメリカ代表に選出された後、クエリーは全米オープンで自己最高の4回戦進出を決めた。この大会では1回戦でトマーシュ・ベルディハを破って波に乗り、4回戦で第1シードのラファエル・ナダルに2-6, 7-5, 6-7(2), 3-6で惜敗した。全米オープン終了後、クエリーは男子テニス国別対抗戦デビスカップアメリカ合衆国代表に初起用され、9月19日-21日に行われた「ワールドグループ」準決勝の対スペイン戦に出場した。年間最終ランキングは39位。

### 2009年 ツアー2勝目 トップ25入り
2009年のクエリーの成績は7月末のファーマーズ・クラシックでツアー2勝目を挙げたほかシングルスで4大会の準優勝を記録している。4大大会年間最終戦の全米オープンで、クエリーは初めて第22シードに選出された。しかし本大会では3回戦で当年度の全仏オープン準優勝者、第12シードのロビン・セーデリングに2-6, 5-7, 7-6(6), 1-6で敗れ、2年連続のベスト16入りはならなかった。年間最終ランキングは25位。

### 2010年 ツアー6勝目 トップ20入り
2010年は2月のリージョンズ・モーガン・キーガン選手権で単複優勝をするなどシングルス4勝、ダブルス2勝を挙げた。ウィンブルドンと全米オープンで4回戦に進出した。BNLイタリア国際ダブルスにジョン・イスナーとペアを組み準優勝した。年間最終ランキングは18位。

### 2011年 マスターズダブルス初優勝
2011年、クエリーはBNLイタリア国際ダブルスにてイスナーとペアを組んで優勝し、マスターズ1000ではキャリア初優勝となった。
クエリーは2011年6月に手首の手術を受け、ウィンブルドン
と全米オープンを欠場した。年間最終ランキングは93位。

### 2012年 ツアー7勝目
2012年のファーマーズ・クラシックの決勝でリチャルダス・ベランキスを6–0, 6–2で破り2年ぶりのツアー7勝目を挙げた。BNPパリバ・オープンダブルスでイスナーとペアを組み準優勝した。年間最終ランキングは22位。

### 2013年 通算200勝
2013年6月11日、シングルス通算200勝を達成した。年間最終ランキングは46位。

### 2015年 全米混合ダブルス準優勝
2015年全米オープンではスティーブ・ジョンソンとペアを組み出場。1回戦で第1シードのブライアン兄弟に7-6, 5-7, 6-3で勝利。その後も勝ち進み、グランドスラム初の準決勝進出を果たした。年間最終ランキングは59位。

### 2016年 ウィンブルドンベスト8

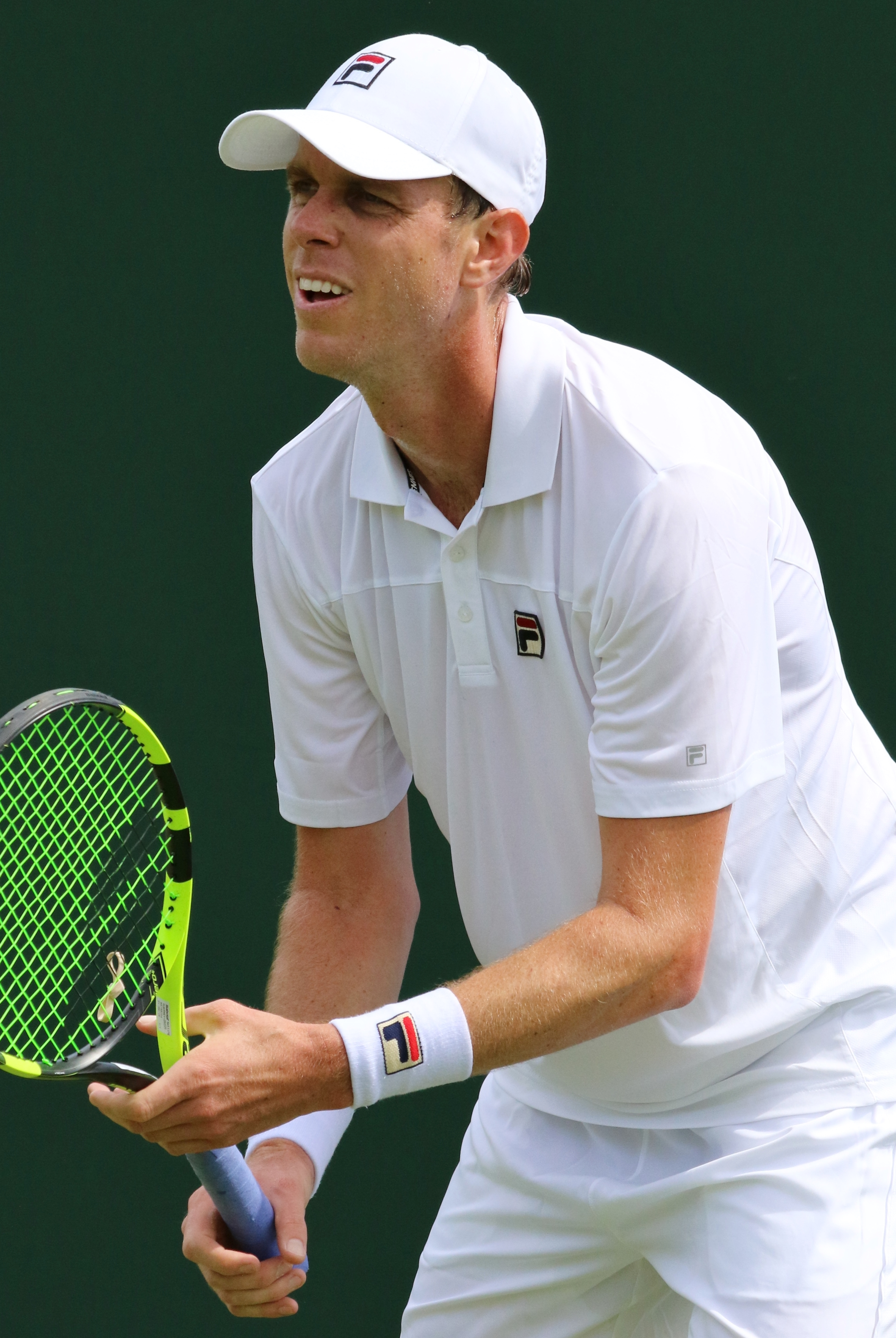
2016年ウィンブルドン選手権でのサム・クエリー

2016年ウィンブルドン選手権では3回戦でグランドスラム4連勝中のノバク・ジョコビッチを7-6(6), 6-1, 3-6, 7-6(5)で破る金星を挙げると、4回戦でニコラ・マユを破り、自身初の4大大会ベスト8に進出。準々決勝でミロシュ・ラオニッチに敗れた。年間最終ランキングは31位。

### 2017年 ウィンブルドンベスト4 全米ベスト8 トップ15入り
全豪オープンでは3回戦でアンディ・マレーに敗れた。デルレイビーチ・オープンでは準々決勝でフアン・マルティン・デル・ポトロに敗退したが、メキシコ・オープンではドミニク・ティエム、ニック・キリオスなどといった強敵らを下して、決勝でラファエル・ナダルを6–3, 7–6(3)で破り、ATPツアー・500シリーズで優勝を果たした。
全仏オープンでは1回戦で鄭現に敗れた。クイーンズ・クラブ選手権ではベスト8入り。イーストボーン国際ではダニール・メドベージェフに初戦敗退。しかしウィンブルドンでは準々決勝で前年度覇者及び当時世界ランキング1位のアンディ・マレーを破り、自身初の4大大会ベスト4に進出、準決勝で第7シードのマリン・チリッチに敗れたが、グランドスラムで初のベスト4入りを果たした。

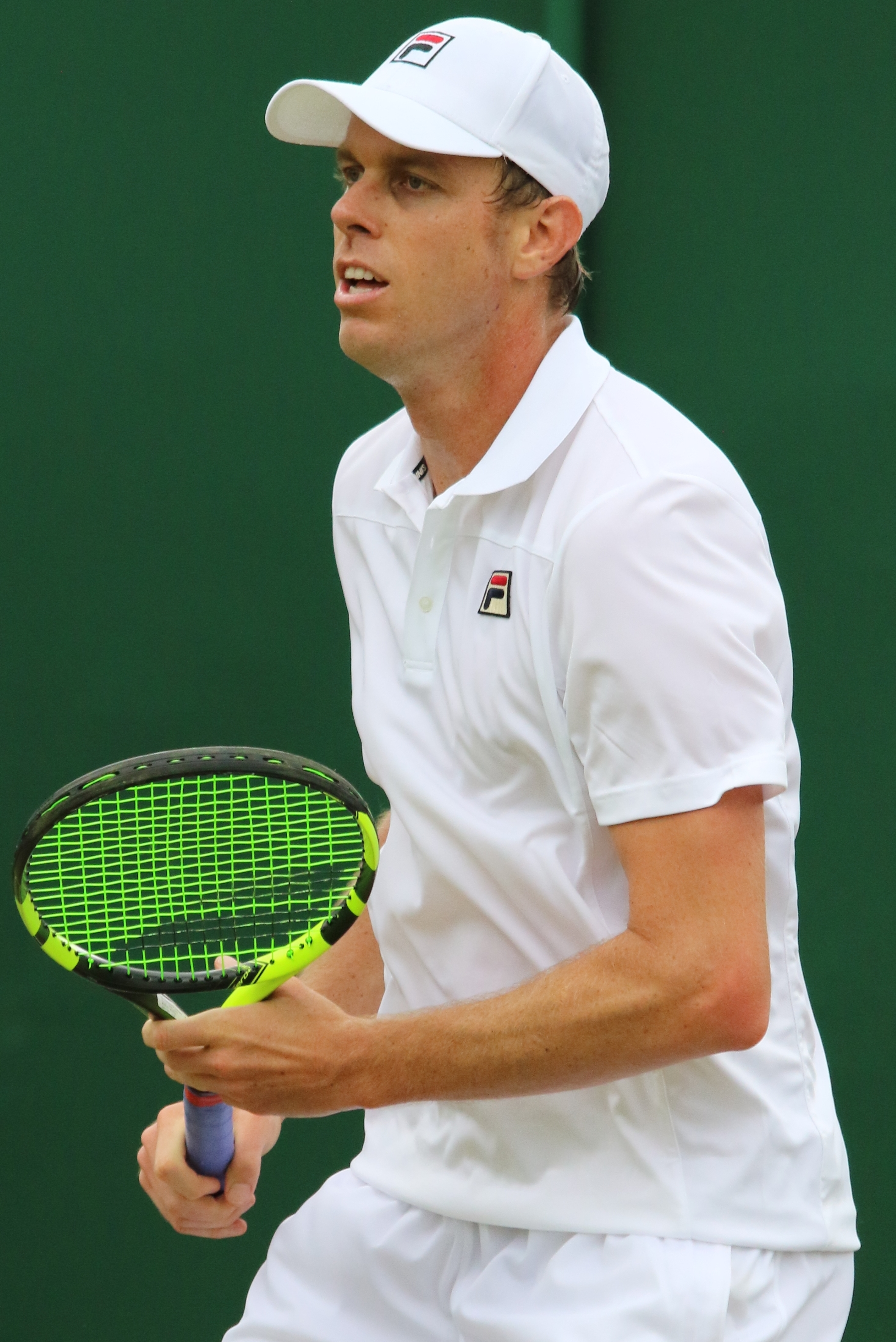
2017年ウィンブルドン選手権でのサム・クエリー

ロス・カボス・オープンではタナシ・コキナキスを決勝で破り、ツアー10勝目を挙げた。ナショナル・バンク・オープンでは4回戦進出。しかしケビン・アンダーソンに敗れた。ウエスタン・アンド・サザン・オープンでは2回戦ではアドリアン・マナリノに敗退。全米オープンでは今季好調のミーシャ・ズベレフを4回戦で破り、ベスト8入り。準々決勝ではケビン・アンダーソンに敗れた。
2017年から新設されたレーバーカップには世界選抜として出場。アメリカ合衆国の中でトップランキングのまま出場して、シングルスでロジャー・フェデラー、アレクサンダー・ズベレフに、ダブルスでは同胞のジャック・ソックと組み、フェデラー/ナダル組に敗退して、欧州選抜に完敗した。
上海マスターズでは3回戦でグリゴール・ディミトロフに敗退。パリ・マスターズではフィリップ・クライノビッチに初戦敗退。今季の活躍により、2017年Nitto ATPファイナルズにはレースランキング13位。補欠2番手となったが、出場はなかった。年間最終ランキングは13位。

### 2018年 世界11位
全豪オープンでは第13シードとして出場したが、2回戦でマートン・フチョビッチに敗れた。ニューヨーク・オープンでは決勝でケビン・アンダーソンに敗れて準優勝。その後、自己最高となる世界ランク11位を記録する。
デルレイビーチ・オープンとメキシコ・オープンでは初戦敗退。BNPパリバ・オープンではベスト8入りを果たしたが、準々決勝でミロシュ・ラオニッチに敗れた。同大会のダブルスでもベスト8入り。マイアミ・オープンでは2回戦でデニス・シャポバロフに敗退したが、ダブルスではベスト4入り。その後は早期敗退が続いた。
全仏オープンでは2回戦でジル・シモンに敗退。クイーンズ・クラブ選手権では準々決勝に進出するもマリン・チリッチに敗れた。ウィンブルドン選手権では3回戦でガエル・モンフィスに敗れた。
全米オープンでは1回戦でアンドレアス・セッピに敗れた。上海マスターズでは3回戦で錦織圭に敗退。パリ・マスターズでは予選敗退して、シーズン終了。年間最終ランキングは51位。

### 2019年 全豪ダブルスベスト4 ウィンブルドンベスト8
全豪オープンではピエール＝ユーグ・エルベールに敗れて初戦敗退で姿を消したが、ダブルスでは同胞のライアン・ハリソンと組んでベスト4入り。準決勝ではシングルスで敗れたエルベール/ニコラ・マユ組に敗れた。
ニューヨーク・オープンではベスト4入り。メキシコ・オープンでは2回戦でジョン・イズナーに敗れた。BNPパリバ・オープンでは2回戦でミロシュ・ラオニッチに敗退した。マイアミ・オープンではダビド・フェレールに初戦敗退。
全米男子クレーコート選手権ではベスト4入りするも、クレーではこの大会を今シーズンを最後に腹筋の負傷のため全仏オープンを欠場。復帰後のイーストボーン国際では決勝進出。決勝では同胞の若手テイラー・フリッツに敗れて準優勝。ウィンブルドンの1回戦で第5シードのドミニク・ティームを6-7(4), 7-6(1), 6-3, 6-0で破ると、2回戦でアンドレイ・ルブレフ、3回戦でジョン・ミルマン、4回戦でテニーズ・サングレンらを破り2年ぶりにベスト8へ進出。準々決勝で第3シードのラファエル・ナダルに5-7, 2-6, 2-6のストレートで敗れた。

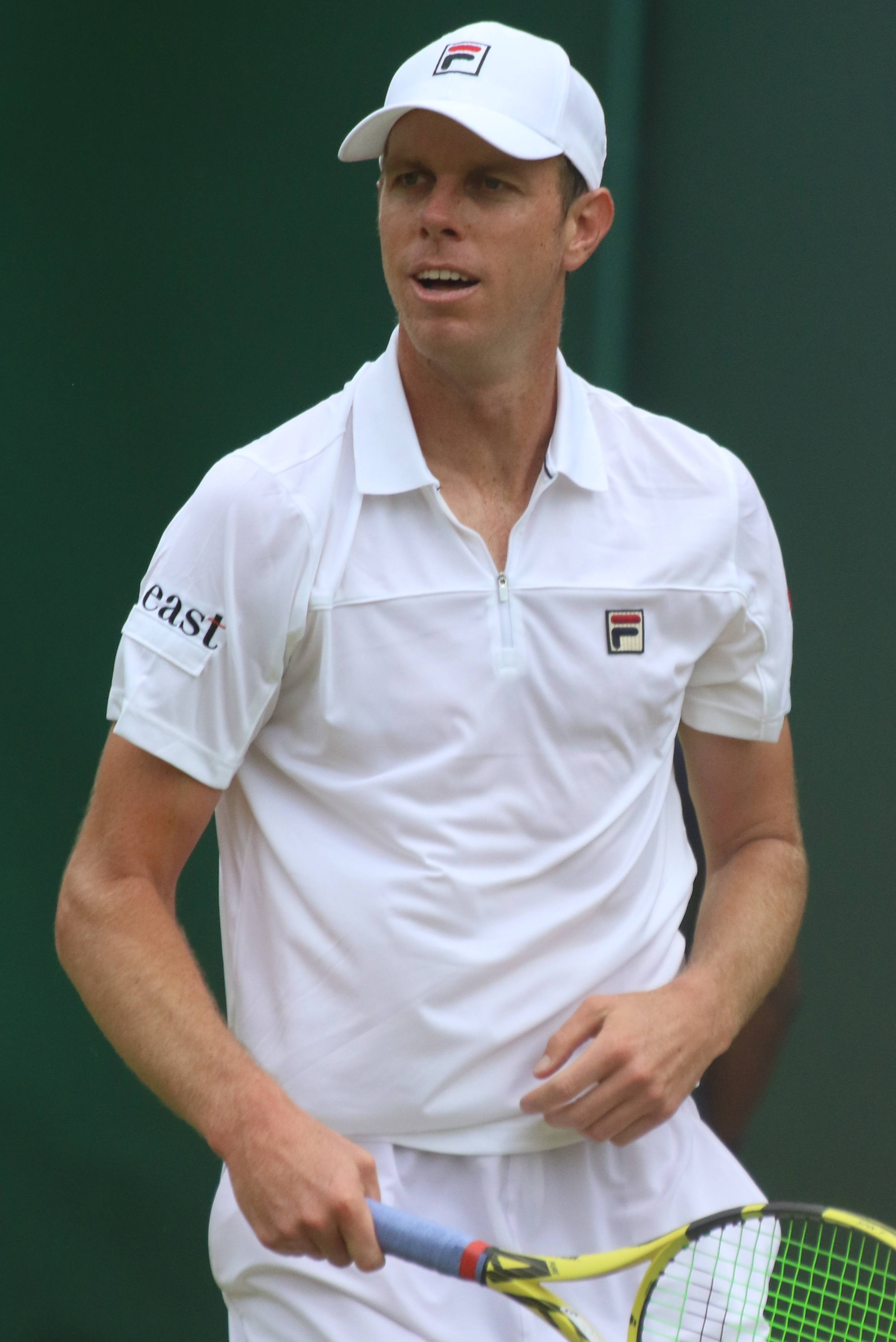
2019年ウィンブルドン選手権でのサム・クエリー

ウエスタン・アンド・サザン・オープンでは2回戦でノバク・ジョコビッチに敗れた。全米オープンではフアン・イグナシオ・ロンデロに初戦敗退。チャイナ・オープンではベスト8入りするも、アレクサンダー・ズベレフに敗れた。上海マスターズではファビオ・フォニーニに初戦敗退。ストックホルム・オープンではベスト8入りして、パブロ・カレーニョ・ブスタに敗退した。パリ・マスターズでは予選通過するも、ジェレミー・シャルディーに本戦初戦敗退して、シーズン終了。年間最終ランキングは44位。

### 2020年 グランドスラム3回戦進出
全豪オープンでは1回戦で第25シードのボルナ・チョリッチを6-3, 6-4, 6-4のストレートで破り、3回戦へ。3回戦ではテニーズ・サングレンに4-6, 4-6, 4-6のストレートで敗れた。
ウエスタン・アンド・サザン・オープンでは1回戦でミロシュ・ラオニッチに4-6, 4-6のストレートで敗れた。全米オープンでは1回戦でアンドレイ・クズネツォフに敗れた。全仏オープンでは1回戦で第13シードのアンドレイ・ルブレフに7-6(5), 7-6(4), 5-7, 4-6, 3-6のフルセットで惜敗した。年間最終ランキングは53位。

### 2021年 全米ダブルスベスト4
全豪オープンでは1回戦でロレンツォ・ソネゴにストレートで敗れた。マイアミ・オープンでは盧彦勳に初戦敗退。全仏オープンでは同胞のジョン・イズナーに初戦敗退。芝シーズンではBMWオープンでベスト4入り。準決勝でフェリックス・オジェ＝アリアシムに敗れたが、マヨルカ・オープンでは決勝進出。決勝ではダニール・メドベージェフに敗れ、準優勝を飾った。ウィンブルドン選手権では1回戦で第11シードのパブロ・カレーニョ・ブスタをストレートで破るも、2回戦でジェームズ・ダックワースに敗れた。全米オープンでは1回戦で第4シードのアレクサンダー・ズベレフにストレートで敗退するも、ワイルドカードを獲得し、スティーブ・ジョンソン (テニス選手) と組んだダブルスでは2015年以来、自身2度目のベスト4入りを果たした。年間最終ランキングは108位。

### 2022年 引退

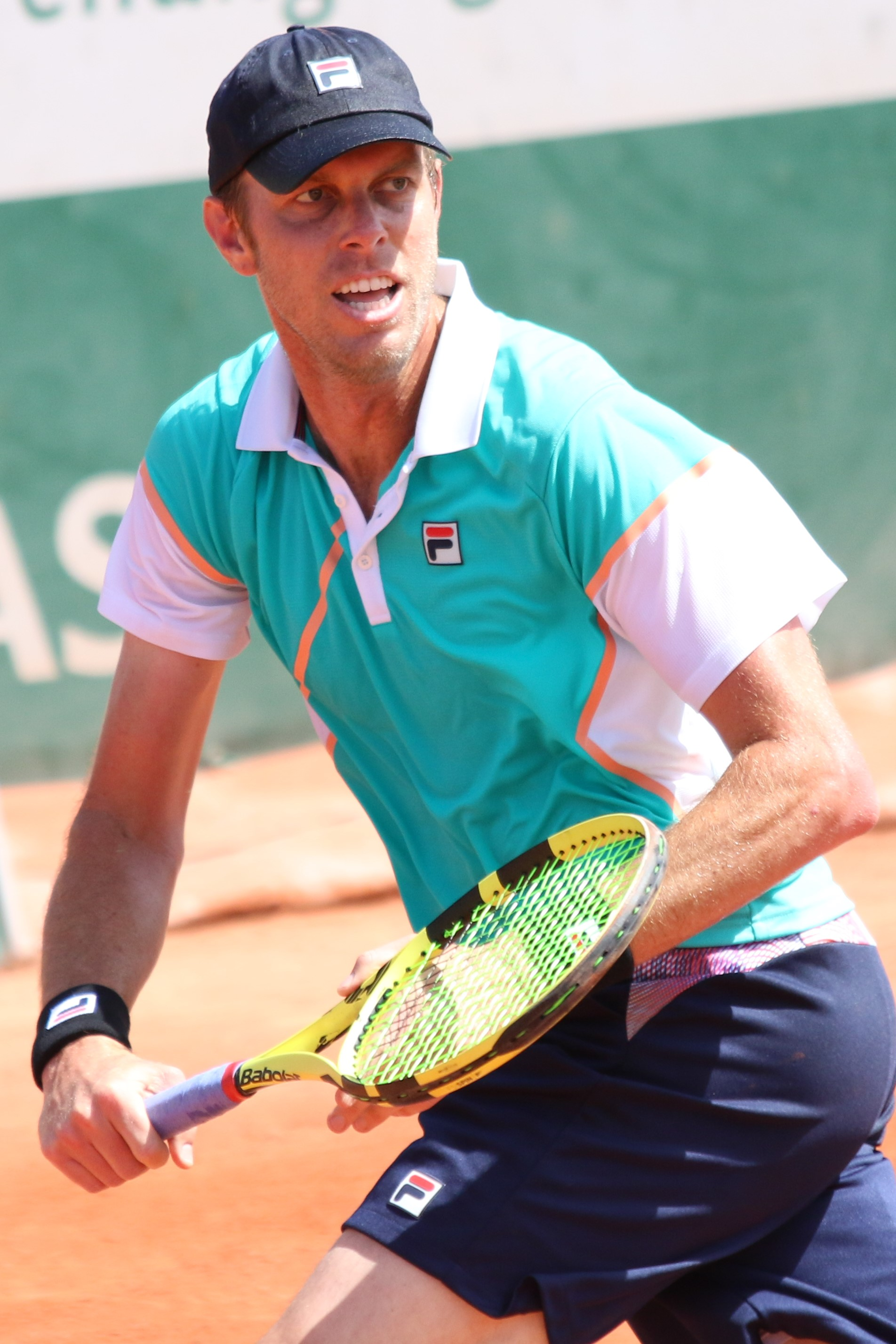
2022年全仏オープンでのサム・クエリー

全豪オープンでは第25シードのロレンツォ・ソネゴに5-7, 3-6, 3-6のストレートで初戦敗退。全仏オープンでは予選1回戦で敗退。ウィンブルドン選手権ではリカルダス・ベランキスに4-6, 5-7,
3-6のストレートで初戦敗退。8月30日には全米オープンを最後に現役引退をすると発表。ワイルドカードを獲得して本戦出場し。1回戦でイリヤ・イヴァシュカに6-4, 4-6, 6-7(8), 3-6の逆転負けで現役生活にピリオドを打った。年間最終ランキングは329位。

## プレースタイル
パワフルなサーブとファアハンドショットが武器のオフェンシブベースライナー。最速238km/hのサーブでエースを量産する。インサイドインのフォアハンドショットを得意とおり、強烈なサーブで相手を崩してからフォアハンドで叩き込んだり、サーブアンドボレーで攻める展開のスタイルが多い。
弱点はバックハンドストロークとされている。得意なサーフェスは芝であり、過去にウィンブルドン選手権で当時世界ランキング1位であったノバク・ジョコビッチ(2016年)とアンディ・マリー(2017年)を破ったことがある。
グランドスラムであるウィンブルドン選手権でベスト4入りが自己最高成績。他には全米オープンやマスターズ1000でもベスト8入りを経験している。
ラケットはバボラ「Pure Aero」、ウェアとシューズはFILA、ガットは「ソリンコハイパーG」、グリップテープは「トーナグリップ」を長年使用し続けている。

## ATPツアー決勝進出結果

### シングルス: 19回 (10勝9敗)
| 大会グレード                    |
| グランドスラム (0–0)            |
| ATPファイナルズ (0–0)           |
| ATPツアー・マスターズ1000 (0–0) |
| ATPツアー500 (2–0)              |
| ATPツアー250 (8–9)              |

| サーフェス別タイトル |
| ハード (8–4)         |
| クレー (1–2)         |
| 芝 (1–3)             |
| カーペット (0–0)     |

| サーフェス別タイトル |
| 屋外 (9–8)           |
| 室内 (1–1)           |

| 結果   | No. | 決勝日        | 大会               | サーフェス    | 対戦相手                         | スコア                  |
| ------ | --- | ------------- | ------------------ | ------------- | -------------------------------- | ----------------------- |
| 優勝   | 1.  | 2008年3月9日  | ラスベガス         | ハード        | ケビン・アンダーソン             | 4-6, 6-3, 6-4           |
| 準優勝 | 1.  | 2009年1月17日 | オークランド       | ハード        | フアン・マルティン・デル・ポトロ | 4-6, 4-6                |
| 準優勝 | 2.  | 2009年7月12日 | ニューポート       | 芝            | ラジーブ・ラム                   | 7-6(7-3), 5-7, 3-6      |
| 準優勝 | 3.  | 2009年7月26日 | インディアナポリス | ハード        | ロビー・ジネプリ                 | 2-6, 4-6                |
| 優勝   | 2.  | 2009年8月2日  | ロサンゼルス       | ハード        | カーステン・ボール               | 6-4, 3-6, 6-1           |
| 準優勝 | 4.  | 2009年8月29日 | ニューヘイブン     | ハード        | フェルナンド・ベルダスコ         | 4-6, 6-7(6-8)           |
| 優勝   | 3.  | 2010年2月21日 | メンフィス         | ハード (室内) | ジョン・イスナー                 | 6-7(3-7), 7-6(7-5), 6-3 |
| 準優勝 | 5.  | 2010年4月11日 | ヒューストン       | クレー        | フアン・イグナシオ・チェラ       | 7-5, 4-6, 3-6           |
| 優勝   | 4.  | 2010年5月9日  | ベオグラード       | クレー        | ジョン・イスナー                 | 3-6, 7-6(7-4), 6-4      |
| 優勝   | 5.  | 2010年6月13日 | ロンドン           | 芝            | マーディ・フィッシュ             | 7-6(7-3), 7-5           |
| 優勝   | 6.  | 2010年8月1日  | ロサンゼルス       | ハード        | アンディ・マリー                 | 5-7, 7-6(7-2), 6-3      |
| 優勝   | 7.  | 2012年7月30日 | ロサンゼルス       | ハード        | リチャルダス・ベランキス         | 6-0, 6-2                |
| 準優勝 | 6.  | 2015年4月12日 | ヒューストン       | クレー        | ジャック・ソック                 | 6-7(9-11), 6-7(2-7)     |
| 準優勝 | 7.  | 2015年6月27日 | ノッティンガム     | 芝            | デニス・イストミン               | 6-7(1-7), 6-7(6-8)      |
| 優勝   | 8.  | 2016年2月21日 | デルレイビーチ     | ハード        | ラジーブ・ラム                   | 6-4, 7-6(8-6)           |
| 優勝   | 9.  | 2017年3月4日  | アカプルコ         | ハード        | ラファエル・ナダル               | 6-3, 7-6(7-3)           |
| 優勝   | 10. | 2017年8月5日  | ロス・カボス       | ハード        | タナシ・コキナキス               | 6-3, 3-6, 6-2           |
| 準優勝 | 8.  | 2018年2月18日 | ニューヨーク       | ハード (室内) | ケビン・アンダーソン             | 6-4, 3-6, 6-7(1-7)      |
| 準優勝 | 9.  | 2019年6月29日 | イーストボーン     | 芝            | テイラー・フリッツ               | 3-6, 4-6                |

### ダブルス: 12回 (5勝7敗)
| 結果   | No. | 決勝日        | 大会                 | サーフェス    | パートナー             | 対戦相手                                                | スコア                     |
| ------ | --- | ------------- | -------------------- | ------------- | ---------------------- | ------------------------------------------------------- | -------------------------- |
| 優勝   | 1.  | 2010年2月14日 | サンノゼ             | ハード (室内) | マーディ・フィッシュ   | ベンヤミン・ベッカー レオナルド・マイエル               | 7-6, 7-5                   |
| 優勝   | 2.  | 2010年2月21日 | メンフィス           | ハード (室内) | ジョン・イスナー       | ロス・ハッチンス ジョーダン・カー                       | 6-4, 6-4                   |
| 準優勝 | 1.  | 2010年5月2日  | ローマ               | クレー        | ジョン・イスナー       | ボブ・ブライアン マイク・ブライアン                     | 2-6, 3-6                   |
| 準優勝 | 2.  | 2011年4月9日  | ヒューストン         | クレー        | ジョン・イスナー       | ボブ・ブライアン マイク・ブライアン                     | 7-6(7-4), 2-6, [5-10]      |
| 優勝   | 3.  | 2011年5月15日 | ローマ               | クレー        | ジョン・イスナー       | マーディ・フィッシュ アンディ・ロディック               | 不戦勝                     |
| 準優勝 | 3.  | 2012年3月18日 | インディアンウェルズ | ハード        | ジョン・イスナー       | マルク・ロペス ラファエル・ナダル                       | 2-6, 6-7(3-7)              |
| 優勝   | 4.  | 2012年4月15日 | ヒューストン         | クレー        | ジェームズ・ブレーク   | ドミニク・イングロット トレト・ユーイ                   | 7-6(16-14), 6-4            |
| 準優勝 | 4.  | 2012年8月5日  | ワシントンD.C.       | ハード        | ケビン・アンダーソン   | ドミニク・イングロット トレト・ユーイ                   | 6–7(5-7), 7–6(9-7), [5-10] |
| 準優勝 | 5.  | 2014年7月27日 | アトランタ           | ハード        | スティーブ・ジョンソン | バセク・ポシュピシル ジャック・ソック                   | 3-6, 7-5, [5-10]           |
| 準優勝 | 6.  | 2016年2月27日 | メンフィス           | ハード (室内) | スティーブ・ジョンソン | マリウシュ・フィルステンベルク サンティアゴ・ゴンサレス | 4-6, 4-6                   |
| 優勝   | 5.  | 2016年5月21日 | ジュネーヴ           | クレー        | スティーブ・ジョンソン | レイベン・クラーセン ラジーブ・ラム                     | 6-4, 6-1                   |
| 準優勝 | 7.  | 2017年1月8日  | ブリスベン           | ハード        | ジル・ミュラー         | タナシ・コキナキス ジョーダン・トンプソン               | 6-7(7-9), 4-6              |

## 成績
略語の説明
| W | F | SF | QF | #R | RR | Q# | LQ | A | Z# | PO | G | S | B | NMS | P | NH |

W=優勝, F=準優勝, SF=ベスト4, QF=ベスト8, #R=#回戦敗退, RR=ラウンドロビン敗退, Q#=予選#回戦敗退, LQ=予選敗退, A=大会不参加, Z#=デビスカップ/BJKカップ地域ゾーン, PO=デビスカップ/BJKカッププレーオフ, G=オリンピック金メダル, S=オリンピック銀メダル, B=オリンピック銅メダル, NMS=マスターズシリーズから降格, P=開催延期, NH=開催なし.
| 大会           | 2006 | 2007 | 2008 | 2009 | 2010 | 2011 | 2012 | 2013 | 2014 | 2015 | 2016 | 2017 | 2018 | 2019 | 2020 | 2021 | 2022 | 通算成績 |
| -------------- | ---- | ---- | ---- | ---- | ---- | ---- | ---- | ---- | ---- | ---- | ---- | ---- | ---- | ---- | ---- | ---- | ---- | -------- |
| 全豪オープン   | A    | 3R   | 3R   | 1R   | 1R   | 1R   | 2R   | 3R   | 3R   | 1R   | 1R   | 3R   | 2R   | 1R   | 3R   | 1R   | 1R   | 14–16    |
| 全仏オープン   | A    | 1R   | 1R   | 1R   | 1R   | 2R   | 1R   | 3R   | 2R   | 1R   | 1R   | 1R   | 2R   | A    | 1R   | 1R   | LQ   | 5–14     |
| ウィンブルドン | A    | 1R   | 1R   | 2R   | 4R   | A    | 3R   | 1R   | 2R   | 2R   | QF   | SF   | 3R   | QF   | NH   | 2R   | 1R   | 24–14    |
| 全米オープン   | 2R   | 1R   | 4R   | 3R   | 4R   | A    | 3R   | 2R   | 3R   | 1R   | 1R   | QF   | 1R   | 1R   | 1R   | 1R   | 1R   | 18–16    |

### 大会最高成績
| 大会                 | 成績 | 年               |
| -------------------- | ---- | ---------------- |
| ATPファイナルズ      | Alt  | 2017             |
| インディアンウェルズ | QF   | 2018             |
| マイアミ             | 4R   | 2014             |
| モンテカルロ         | QF   | 2008             |
| マドリード           | 3R   | 2016             |
| ローマ               | 3R   | 2017             |
| カナダ               | 3R   | 2012, 2017       |
| シンシナティ         | QF   | 2007             |
| 上海                 | 3R   | 2012, 2017, 2018 |
| パリ                 | QF   | 2012             |
| オリンピック         | 1R   | 2008             |
| デビスカップ         | SF   | 2008, 2012, 2018 |